# East Orange
East Orange és una població dels Estats Units a l'estat de Nova Jersey. Segons el cens del 2008 tenia 65.390 habitants.

## Demografia
Segons el cens del 2000, East Orange tenia 69.824 habitants, 26.024 habitatges, i 16.082 famílies. La densitat de població era de 6.859,8 habitants/km².
Dels 26.024 habitatges en un 31,9% hi vivien nens de menys de 18 anys, en un 26% hi vivien parelles casades, en un 28,8% dones solteres, i en un 38,2% no eren unitats familiars. En el 33% dels habitatges hi vivien persones soles l'11% de les quals corresponia a persones de 65 anys o més que vivien soles. El nombre mitjà de persones vivint en cada habitatge era de 2,63 i el nombre mitjà de persones que vivien en cada família era de 3,37.
Per edats la població es repartia de la següent manera: un 28,1% tenia menys de 18 anys, un 9,8% entre 18 i 24, un 30,1% entre 25 i 44, un 20,8% de 45 a 60 i un 11,2% 65 anys o més.
L'edat mediana era de 33 anys. Per cada 100 dones de 18 o més anys hi havia 74,7 homes.
La renda mediana per habitatge era de 32.346 $ i la renda mediana per família de 38.562 $. Els homes tenien una renda mediana de 31.905 $ mentre que les dones 30.268 $. La renda per capita de la població era de 16.488 $. Aproximadament el 15,9% de les famílies i el 19,2% de la població estaven per davall del llindar de pobresa.

## Fills il·lustres
- Richard Thaler (1945 -) economista, Premi Nobel d'Economia de l'any 2017.

## Poblacions properes
El següent diagrama mostra les poblacions més properes.